# Palanyczynci
Palanyczynci (ukr. Паляничинці) – wieś na Ukrainie, w obwodzie kijowskim, w rejonie fastowskim, nad Kamjanką. W 2001 roku liczyła 692 mieszkańców.
Pierwsza wzmianka o miejscowości pochodzi z 1637 roku. W XIX w. wieś Połaniczyńce (dawniej Palaniczency) w ówczesnym powiecie wasylkowskim guberni kijowskiej.
W czasach radzieckich we wsi znajdowała się siedziba kołchozu „Rosija”.